# Жінки (фільм, 2008)
«Жінки» (англ. The Women, 2008) — американська трагікомедія, ремейк однойменного фільму 1939 року.

## Зміст
Сучасна версія однойменного фільму 1939 року. У центрі історії — забезпечена жінка, що не підозрює про інтрижку свого чоловіка із продавчинею, а також інші персонажки на кшталт коханок, подруг та колишніх. Зі сторони здавалося, що у Мері Гайнс є всі підстави вважати себе щасливою жінкою: у неї будинок в Коннектикуті, мила 12-річна донька, чоловік — успішний бізнесмен із Волл-стріт — і кар'єра дизайнерки у фірмі батька. Її найкраща подруга, Сільвія Фоулер, теж була влаштована в житті — головна редакторка журналу «Каше», шафа, наповнена одягом із подіумів, статус «арбітра стилю і смаку» у Нью-Йорку та агресивна позиція холостячки, яка її повністю влаштовувала. Чи то їй так здавалося. Коли ж Мері виявляє, що у її чоловіка тривалий роман із продавчинею парфумерного відділу, весь її світ одразу руйнується. У цей момент Мері найбільше потрібна підтримка її найкращих подруг.

## Виробництво
Всі персонажки у фільмі — жінки. Навіть у масових сценах в магазинах, салонах і на вулицях Мангеттена немає жодного чоловіка. Лише у фінальній сцені — у пологовому відділенні госпіталю — одна з головних героїнь в неймовірних муках народжує немовля чоловічої статі; хоча очевидних ознак, що новонародженого грає хлопчик, не видно.
Перш, ніж зйомки були припинені у 2006 році, ходили чутки, що Аннетт Бенінг і Ума Турман розглядалися для ролі Мері Гейнс і Крістал Аллен відповідно. Крім того, Ліза Кудров і Енн Гетевей вели переговори на ролі Міріан Ааронс і Peggy Day, але ролі були вирізані з кінцевого сценарію.
Наприкінці 1970-х ремейк 1939 класичного фільму був запропонований зірками Джейн Фонда, Барбра Стрейзанд і Фей Данавей, але це не було зроблено.
Манікюрниця Таня (Дебі Мазар) розповідає про зустріч з Мадонною. Мазарі-Шаріф і Мадонна є давніми подругами, Мазарі з'являлася в чотирьох відеокліпах Мадонни: True Blue и Papa Don't Preach (1986), Deeper and Deeper (1992) та Music (2000).
У Блайт Даннер, Маріси Томей, Квін Латіфа, Вітні Г'юстон, Ешлі Джад і Сандри Буллок були всі виконати різні ролі у фільмі.
Помітне рясне використання зеленого кольору, від наборів квітів до реквізиту та костюмів, майже в кожній сцені протягом усього фільму. У фінальному шоу моди, за винятком моделей, майже кожна гостя одягнена в зелений.

## Ролі
- Мег Раян
- Єва Мендес
- Аннетт Бенінг
- Джада Пінкетт-Сміт
- Бетт Мідлер
- Дебра Мессінг
- Керрі Фішер
- Кендіс Берген
- Дебі Мейзар
- Клоріс Лічмен
- Ніколь Робінсон
- Наташа Алам
- Індіа Енненга
- Джилл Флінт
- Ана Гастеєр
- Джоанна Глісон
- Памела Ламберт
- Кіган Коннор Трейсі
- Лінн Вітфілд

## Знімальна група
- Режисерка: Даєн Інгліш
- Сценаристки: Даєн Інгліш, Клер Бут Люс (п'єса), Аніта Лос (сценарій 1939 року), Джейн Мерфін (сценарій 1939 року)
- Продюсерки та продюсери: Даєн Інгліш, Мік Джаггер, Білл Джонсон, Вікторія Пірман
- Виконавчі продюсери: Джим Сейбел, Боббі Шенг, Джеймс У. Скотчдопоул
- Оператор: Анастас Н. Мічос
- Художниця: Джейн Маски
- Композитор: Марк Айшем
- Монтажерка: Тіа Нолан
- Костюми: Джон А. Данн

Виробництво «Picturehouse Entertainment» за підтримки «Inferno Distribution», «Jagged Films» та «New Line Cinema».